# Liste der Straßen und Plätze in der Samtgemeinde Heeseberg
Die Samtgemeinde Heeseberg liegt im südlichen Teil des Landkreises Helmstedt und grenzt im Norden an die Stadt Schöningen, im Osten an die Landesgrenze zu Sachsen-Anhalt und dort dem Landkreis Börde. Im Süden setzt sich die Landesgrenze mit dem Landkreis Harz fort. Im Westen grenzt der Landkreis Wolfenbüttel an.
Der namensgebende Höhenzug Heeseberg befindet sich etwa mittig vom Gemeindegebiet. Direkt südlich gelegen ist Beierstedt und im Uhrzeigersinn die Orte Gevensleben, Watenstedt, Ingeleben, Wobeck, Twieflingen, Dobbeln, Söllingen, Jerxheim und Jerxheim-Bahnhof.
Die Länge der Straßen bzw. Fläche von Plätzen wurde mittels Google Earth ermittelt. Es sind daher Annäherungswerte, da besonders Straßenverläufe und -namen in unterschiedlichen Kartendiensten abweichend wiedergegeben werden.

Samtgemeinde Heeseberg im Landkreis Helmstedt

Quelle: Openstreetmap vom 2022-01-03
| Straßenname                           | Ort                            | Länge  | Besonderheit | Bild |
| ------------------------------------- | ------------------------------ | ------ | --- | ---- |
| Am Friedhof (Lage)                    | Beierstedt                     | 385 m  | Friedhof Beierstedt                                                                                                  |      |
| An der Soltau (Lage)                  | Beierstedt                     | 59 m   | |      |
| Föhre (Lage)                          | Beierstedt                     | 106 m  | |      |
| Hauptstraße (Lage)                    | Beierstedt                     | 737 m  | Sportplatz, Bushaltestelle                                                                                           |      |
| Hinter dem Hagen (Lage)               | Beierstedt                     | 419 m  | |      |
| Hinter der Schmiede (Lage)            | Beierstedt                     | 245 m  | |      |
| Winkel (Lage)                         | Beierstedt                     | 90 m   | |      |
| In den Wiesen (Lage)                  | Beierstedt                     | 139 m  | |      |
| Kirchweg (Lage)                       | Beierstedt                     | 89 m   | Dorfkirche |      |
| Mühlental (Lage)                      | Beierstedt                     | 196 m  | |      |
| Nonnenweg (Lage)                      | Beierstedt                     | 260 m  | |      |
| Schöninger Straße (Lage)              | Beierstedt                     | 442 m  | |      |
| Südstraße (Lage)                      | Beierstedt                     | 119 m  | Südelmbahn |      |
| Tempel (Lage)                         | Beierstedt                     | 197 m  | |      |
| Vaselstraße (Lage)                    | Beierstedt                     | 182 m  | |      |
| Zum Heeseberg (Lage)                  | Beierstedt                     | 246 m  | |      |
| Am Beek (Lage)                        | Gevensleben                    | 162 m  | |      |
| Am Teich (Lage)                       | Gevensleben                    | 220 m  | Dorfteich |      |
| Barnstorfer Straße (Lage)             | Gevensleben                    | 226 m  | Ortsfeuerwehr Gevensleben, Sportplatz                                                                                |      |
| Brockenblick (Lage)                   | Gevensleben                    | 292 m  | |      |
| Im Felde (Lage)                       | Gevensleben                    | 438 m  | |      |
| Mittelweg (Lage)                      | Gevensleben                    | 138 m  | |      |
| Ohlendorf (Lage)                      | Gevensleben                    | 143 m  | |      |
| Pfarrweg (Lage)                       | Gevensleben                    | 238 m  | |      |
| Privatweg (Lage)                      | Gevensleben                    | 107 m  | |      |
| Schmiedeweg (Lage)                    | Gevensleben                    | 100 m  | |      |
| Schulberg (Lage)                      | Gevensleben                    | 331 m  | Friedhof Gevensleben                                                                                                 |      |
| Thieberg (Lage)                       | Gevensleben                    | 278 m  | |      |
| Watenstedter Straße (Lage)            | Gevensleben                    | 443 m  | Bushaltestelle, Spielplatz                                                                                           |      |
| Winkel (Lage)                         | Gevensleben                    | 431 m  | |      |
| Bahnhofstraße (Lage)                  | Gevensleben-Watenstedt         | 794 m  | |      |
| Bergstraße (Lage)                     | Gevensleben-Watenstedt         | 83 m   | Spielplatz |      |
| Fabrikstraße (Lage)                   | Gevensleben-Watenstedt         | 395 m  | Sportplatz, Südelmbahn                                                                                               |      |
| Fillerkuhle (Lage)                    | Gevensleben-Watenstedt         | 338 m  | |      |
| Gipsmühlenweg (Lage)                  | Gevensleben-Watenstedt         | 459 m  | Feuerwehr |      |
| Jerxheimer Weg (Lage)                 | Gevensleben-Watenstedt         | 251 m  | |      |
| Kirchstraße (Lage)                    | Gevensleben-Watenstedt         | 210 m  | St. Stephan, Friedhof Watenstedt                                                                                     |      |
| Lindenweg (Lage)                      | Gevensleben-Watenstedt         | 219 m  | |      |
| Nordstraße (Lage)                     | Gevensleben-Watenstedt         | 55 m   | |      |
| Ringstraße (Lage)                     | Gevensleben-Watenstedt         | 359 m  | Heeseberg-Museum, Bushaltestelle                                                                                     |      |
| Roter Weg (Lage)                      | Gevensleben-Watenstedt         | 189 m  | |      |
| Schulstraße (Lage)                    | Gevensleben-Watenstedt         | 205 m  | |      |
| Sölterweg (Lage)                      | Gevensleben-Watenstedt         | 197 m  | |      |
| Am Heeseberg (Lage)                   | Jerxheim                       | 82 m   | |      |
| Am Kirchplatz (Lage)                  | Jerxheim                       | 144 m  | St.-Petrus-Kirche (ev.)                                                                                              |      |
| Am Kuhbrunnen (Lage)                  | Jerxheim                       | 151 m  | |      |
| Am Pfingstgras (Lage)                 | Jerxheim                       | 270 m  | |      |
| Am Thie (Lage)                        | Jerxheim                       | 406 m  | |      |
| An der Baumbreite (Lage)              | Jerxheim                       | 91 m   | |      |
| Domäne (Lage)                         | Jerxheim                       | 71 m   | |      |
| Dr.-Heinrich-Jasper-Straße (Lage)     | Jerxheim                       | 429 m  | Jasperhof |      |
| Feuerstraße (Lage)                    | Jerxheim                       | 347 m  | Seniorenheim Pflegen & Wohnen am Heeseberg                                                                           |      |
| Friedrich-Ebert-Straße (Lage)         | Jerxheim                       | 186 m  | |      |
| Heinrich-Schrader-Straße (Lage)       | Jerxheim                       | 231 m  | |      |
| Helmstedter Straße (Lage)             | Jerxheim                       | 1278 m | Kleingartenverein Jerxheim e.V., Maria-von-der-Immerwährenden-Hilfe-Kirche, Polizeistation, Bushaltestelle, Apotheke |      |
| Hinterstraße (Lage)                   | Jerxheim                       | 206 m  | |      |
| Im Winkel (Lage)                      | Jerxheim                       | 75 m   | |      |
| Katerstieg (Lage)                     | Jerxheim                       | 93 m   | Fußweg nicht in allen Kartendiensten verzeichnet.                                                                    |      |
| Mittelweg (Lage)                      | Jerxheim                       | 112 m  | |      |
| Nordstraße (Lage)                     | Jerxheim                       | 654 m  | |      |
| Ostendorf (Lage)                      | Jerxheim                       | 129 m  | Spielplatz |      |
| Pfarrwinkel (Lage)                    | Jerxheim                       | 52 m   | |      |
| Scheverberg (Lage)                    | Jerxheim                       | 89 m   | |      |
| Schöninger Steig (Lage)               | Jerxheim                       | 527 m  | |      |
| Schulstraße (Lage)                    | Jerxheim                       | 464 m  | Grundschule Heeseberg, Ortsfeuerwehr Jerxheim, Arztpraxis                                                            |      |
| Schusterberg (Lage)                   | Jerxheim                       | 54 m   | Nicht in allen Kartendiensten verzeichnet.                                                                           |      |
| Schützenstraße (Lage)                 | Jerxheim                       | 243 m  | Sportplatz |      |
| Söllinger Winkel (Lage)               | Jerxheim                       | 64 m   | |      |
| Südstraße (Lage)                      | Jerxheim                       | 348 m  | |      |
| Wallstraße (Lage)                     | Jerxheim                       | 300 m  | |      |
| Watenstedter Weg (Lage)               | Jerxheim                       | 195 m  | |      |
| Bahnhofstraße (Lage)                  | Jerxheim-Bahnhof               | 1423 m | Dorfgemeinschaftshaus, ehemaliger Bahnhof Jerxheim, ehemalige Schule, Südelmbahn                                     |      |
| Halberstädter Straße (Lage)           | Jerxheim-Bahnhof               | 505 m  | |      |
| Alter Bahnhof                         | Jerxheim-Bahnhof               | 600 m  | Nicht in allen Kartendiensten verzeichnet.                                                                           |      |
| Fabrikweg (Lage)                      | Jerxheim-Bahnhof               | 258 m  | |      |
| Siedlung am Heeseberg (Lage)          | Jerxheim-Siedlung am Heeseberg | 485 m  | |      |
| Am Bullerberg (Lage)                  | Söllingen                      | 169 m  | Kirche |      |
| Am Dorfe (Lage)                       | Söllingen                      | 723 m  | |      |
| An der Schäferei (Lage)               | Söllingen                      | 129 m  | |      |
| Bahnhofstraße (Lage)                  | Söllingen                      | 433 m  | |      |
| Dammbachweg (Lage)                    | Söllingen                      | 175 m  | |      |
| Friedhofstraße / Friedhofsweg (Lage)  | Söllingen                      | 242 m  | Friedhof Söllingen                                                                                                   |      |
| Gartenstraße (Lage)                   | Söllingen                      | 419 m  | |      |
| Hauptstraße (Lage)                    | Söllingen                      | 1047 m | Kleingartenverein Söllingen, Strube D&S                                                                              |      |
| Mühlenhof (Lage)                      | Söllingen                      | 202 m  | Sportplatz |      |
| Papstorfer Weg (Lage)                 | Söllingen                      | 287 m  | Südelmbahn |      |
| Poststraße (Lage)                     | Söllingen                      | 200 m  | |      |
| Ringstraße (Lage)                     | Söllingen                      | 630 m  | |      |
| Schulstraße (Lage)                    | Söllingen                      | 474 m  | |      |
| Schützengasse (Lage)                  | Söllingen                      | 65 m   | Schützenheim, nicht in allen Kartendiensten verzeichnet                                                              |      |
| Siedlersteg (Lage)                    | Söllingen                      | 104 m  | |      |
| Sonnenhof (Lage)                      | Söllingen                      | 365 m  | Verläuft hauptsächlich im Außenbereich                                                                               |      |
| Tongrubenweg (Lage)                   | Söllingen                      | 195 m  | |      |
| Westenfelderstraße (Lage)             | Söllingen                      | 415 m  | |      |
| Am Hallberg (Lage)                    | Söllingen-Dobbeln              | 225 m  | |      |
| An der Wiese (Lage)                   | Söllingen-Dobbeln              | 60 m   | |      |
| Dorfstraße (Lage)                     | Söllingen-Dobbeln              | 947 m  | Sportplatz |      |
| Eitzeweg (Lage)                       | Söllingen-Dobbeln              | 71 m   | |      |
| Hinter der Schmiede (Lage)            | Söllingen-Dobbeln              | 224 m  | Ortsfeuerwehr Dobbeln                                                                                                |      |
| Kirkweg (Lage)                        | Söllingen-Dobbeln              | 145 m  | |      |
| Pfarrweg (Lage)                       | Söllingen-Dobbeln              | 141 m  | Dorfkirche Dobbeln                                                                                                   |      |
| Sassemühle (Lage)                     | Söllingen-Dobbeln              | 373 m  | Verläuft im Außenbereich                                                                                             |      |
| Schäferstieg (Lage)                   | Söllingen-Dobbeln              | 120 m  | |      |
| Schulberg (Lage)                      | Söllingen-Dobbeln              | 158 m  | Kirche St. Petri, Friedhof Dobbeln                                                                                   |      |
| Südstraße (Lage)                      | Söllingen-Dobbeln              | 141 m  | |      |
| Tetzelmühle (Lage)                    | Söllingen-Dobbeln              | 184 m  | Verläuft im Außenbereich                                                                                             |      |
| Wobecker Straße (Lage)                | Söllingen-Dobbeln              | 190 m  | |      |
| Am Herzberge (Lage)                   | Söllingen-Ingeleben            | 695 m  | Verläuft im Außenbereich                                                                                             |      |
| Am Kreitelbach (Lage)                 | Söllingen-Ingeleben            | 203 m  | Dorfgemeinschaftshaus, Ortsfeuerwehr Ingeleben                                                                       |      |
| Am Spring (Lage)                      | Söllingen-Ingeleben            | 233 m  | |      |
| Am Thing (Lage)                       | Söllingen-Ingeleben            | 310 m  | |      |
| An der Meesche (Lage)                 | Söllingen-Ingeleben            | 490 m  | |      |
| Burgstraße (Lage)                     | Söllingen-Ingeleben            | 245 m  | |      |
| Im Kamp (Lage)                        | Söllingen-Ingeleben            | 43 m   | |      |
| Im Klei (Lage)                        | Söllingen-Ingeleben            | 249 m  | |      |
| Im Winkel (Lage)                      | Söllingen-Ingeleben            | 240 m  | |      |
| Ingostraße (Lage)                     | Söllingen-Ingeleben            | 500 m  | Friedhof Ingeleben                                                                                                   |      |
| Kirchberg (Lage)                      | Söllingen-Ingeleben            | 32 m   | St. Nicolai-Kirche                                                                                                   |      |
| Kirchweg (Lage)                       | Söllingen-Ingeleben            | 144 m  | |      |
| Kurze Straße (Lage)                   | Söllingen-Ingeleben            | 53 m   | |      |
| Lindenstraße (Lage)                   | Söllingen-Ingeleben            | 155 m  | |      |
| Neinstedter Straße (Lage)             | Söllingen-Ingeleben            | 91 m   | |      |
| Siedlung (Lage)                       | Söllingen-Ingeleben            | 235 m  | |      |
| Vensleber Weg (Lage)                  | Söllingen-Ingeleben            | 523 m  | |      |
| Zum Förberg (Lage)                    | Söllingen-Ingeleben            | 756 m  | Kulturzentrum, Sportplatz                                                                                            |      |
| Zur Alten Schule / Schulstraße (Lage) | Söllingen-Ingeleben            | 133 m  | |      |
| Am Alten Dorfteich (Lage)             | Söllingen-Twieflingen          | 60 m   | |      |
| Dobbelner Straße (Lage)               | Söllingen-Twieflingen          | 431 m  | |      |
| Friedhofsweg (Lage)                   | Söllingen-Twieflingen          | 107 m  | Friedhof Twieflingen                                                                                                 |      |
| Hinter dem Dorfe (Lage)               | Söllingen-Twieflingen          | 529 m  | |      |
| Hoiersdorfer Straße (Lage)            | Söllingen-Twieflingen          | 340 m  | |      |
| Kesselstraße (Lage)                   | Söllingen-Twieflingen          | 170 m  | |      |
| Lärchenweg (Lage)                     | Söllingen-Twieflingen          | 100 m  | Nicht in allen Kartendiensten verzeichnet                                                                            |      |
| Lindenweg (Lage)                      | Söllingen-Twieflingen          | 122 m  | |      |
| Mittelweg (Lage)                      | Söllingen-Twieflingen          | 77 m   | |      |
| Mühlenweg (Lage)                      | Söllingen-Twieflingen          | 500 m  | |      |
| Pepperstraße (Lage)                   | Söllingen-Twieflingen          | 109 m  | |      |
| Siedlung Nord (Lage)                  | Söllingen-Twieflingen          | 99 m   | |      |
| Siedlungsstraße (Lage)                | Söllingen-Twieflingen          | 352 m  | |      |
| Über dem Thie (Lage)                  | Söllingen-Twieflingen          | 264 m  | |      |
| Wallstraße (Lage)                     | Söllingen-Twieflingen          | 176 m  | |      |
| Westendorf (Lage)                     | Söllingen-Twieflingen          | 184 m  | St.-Mauritius-Kirche                                                                                                 |      |
| Winkel (Lage)                         | Söllingen-Twieflingen          | 86 m   | |      |
| Winnigstedter Straße (Lage)           | Gevensleben                    | 138 m  | Bushaltestelle |      |
| Zum Elm (Lage)                        | Söllingen-Twieflingen          | 670 m  | |      |
| Zum Weidenbusch (Lage)                | Söllingen-Twieflingen          | 198 m  | |      |
| Am Holzberg (Lage)                    | Söllingen-Wobeck               | 155 m  | |      |
| Am Park (Lage)                        | Söllingen-Wobeck               | 162 m  | |      |
| Berliner Straße (Lage)                | Söllingen-Wobeck               | 602 m  | St.-Georg-Kirche, Friedhof Wobeck im Außenbereich                                                                    |      |
| Elmstraße (Lage)                      | Söllingen-Wobeck               | 337 m  | Dorfgemeinschaftshaus, Ortsfeuerwehr Wobeck                                                                          |      |
| Ingeleber Straße (Lage)               | Söllingen-Wobeck               | 221 m  | Ehemaliger Bahnhof im Außenbereich                                                                                   |      |
| Klostermühle (Lage)                   | Söllingen-Wobeck               | 86 m   | Verläuft im Außenbereich                                                                                             |      |
| Schmiedeweg (Lage)                    | Söllingen-Wobeck               | 162 m  | |      |
| Zum Klostergut (Lage)                 | Söllingen-Wobeck               | 71 m   | |      |
| Zur Schemme (Lage)                    | Söllingen-Wobeck               | 88 m   | |      |